# مریم کوهی
مریم کوهی  (نام علمی: Swertia perennis) نام یک گونه از سرده مریم کوهی است.